# A szilmarilok
A szilmarilok J. R. R. Tolkien posztumusz kiadású műve, melynek eseményei A Gyűrűk Ura előzményét, mitológiai hátterét alkotják. Halála után apja kézirataiból Christopher Tolkien válogatta össze és szerkesztette könyvvé, olvasható formába. 1977-ben adta ki. Magyar nyelvre Gálvölgyi Judit fordította és első ízben 1991-ben jelent meg.
"A szilmarilok", Tolkien más műveivel együtt, egy terjedelmes, ám befejezetlenül maradt legendáriumot alkot Eä-ról, egy fiktív univerzumról, amelyben Valinor Áldott Birodalma, Beleriand valaha hatalmas területe, Númenor elsüllyedt szigete, illetve maga Középfölde található.
"A hobbit" sikere után Tolkien kiadója, Stanley Unwin folytatást szeretett volna, az író pedig "A szilmarilok" addig elkészült vázlatát mutatta be neki. Unwinnek egyáltalán nem tetszett, zavarosnak és "túl keltának" találta azt, így Tolkien egy új mű megírásába kezdett, és ez lett később "A Gyűrűk Ura".
A könyv öt részből áll. Az első, az Ainulindalë mutatja be a világ teremtését. A Valaquenta a valákról és a maiákról, Eä természetfeletti erőiről. A harmadik rész, a Quenta Silmarillon a legterebélyesebb, és ez számol be az Első Kor előtti és alatti történésekről, köztük a címadó szilmarilokért folytatott háborúkról. A negyedik rész, az Akallabêth szól Númenor bukásáról és pusztulásáról a Másodkorban. Az ötödik rész "A gyűrűkről és a Harmadkorról" címet kapta, amely "A Gyűrűk Ura" cselekményéhez vezető történéseket és körülményeket mutatja be. Ez az öt rész eredetileg különböző műveknek íródott, de az idős Tolkien azt szerette volna, ha azok egy műben jelennek meg. Mivel azelőtt halt meg, hogy a munkáját átfésülte és rendezte volna, fiára, Christopher Tolkienre várt a feladat, hogy ezt megtegye. Ennek során felhasználta régebbi írásait, esetenként pedig új szöveg betoldásával kellett a cselekmény hiányosságait vagy az összefüggéstelenségeket feloldania.

## Áttekintés
A műben leírtak, akárcsak Tolkien összes többi, Középföldével kapcsolatos műve, valamikor a Föld történetének múltjában játszódik. Ennek megfelelően "A szilmarilok" is beleilleszkedik abba a narratívába, hogy az tulajdonképpen nem más, mint a háromkötetes "Nyugatvégi Piros Könyv" egyik könyve, melyet Zsákos Bilbó fordított tündenyelvről Völgyzugolyban.
A könyv öt részből áll:
1. Az Ainulindalë („az ainuk muzsikája”) elmeséli, Ilúvatar miként teremtette az ainukat, akiktől felkészülésük után kérte a Nagy Muzsika létrehozását, amivel megteremtették Eä-t (a világmindenséget) és Ardát (a Földet). Az írás bemutatja Melkor (Morgoth) kísérletét a zene uralására, lázadását.
2. A Valaquenta – („a valák története)” egyenként bemutatja a muzsika után az Eä-ra alászállt ainukat: a valákat akik a világ erői, és munkásságukat Ardán.
3. A Quenta Silmarillion („a szilmarilok története”) az Első Kort meséli el a tündék, majd az emberek ébredésétől az Első Kor végéig. A történet középpontjában a tündék Morgoth, az eredeti Sötét Úr ellen vívott háborúja áll a szilmarilok visszaszerzéséért, ők ezért véglegesen kivonultak Valinorból. Ezen belül több nagyobb história is található, úgy mint
  - Beren és Lúthien históriája
  - Túrin Turambar története (mely rövidebb, mint a Húrin gyermekei című műben olvasható történet)
  - Tuorról és Gondolin bukásáról
  - Eärendil utazása és az Izzó Harag Háborúja
4. Az Akallabêth („az Elbukott”) a középföldi másodkor történetét foglalja össze, azon emberekre fókuszálva, akiket a valák, Morgoth terjeszkedése idején bizonyított hűségükért cserébe, megajándékoztak Númenor szigetével és számtalan tudással: az ő királyságuk megalapítása, fölemelkedése, majd a pusztulása, mikor, hogy megszerezzék a nekik rendelt sorssal ellentétes halhatatlanságot, hadba indultak a valák ellen.
5. A gyűrűkről és a harmadkorról c. rész fókuszában Sauron áll; elbeszéli, miként készültek el a Hatalom Gyűrűi a másodkorban, és mi lett a sorsuk a harmadkorban. Ezen a ponton a történet közvetlenül kapcsolódik A hobbit és A Gyűrűk Ura cselekményéhez.

A belső borítón tengwar írással látható az alábbi felirat: "Az Első Kor története, amikor Morgoth Középföldén lakozott és a tündék háborút indítottak ellene, hogy visszaszerezzék a szilmarilokat, továbbá Númenor bukásáé és a Hatalom Gyűrűinek és a Harmadkornak története, amikor ezek a mesék véget érnek".

## Cselekmény

### Ainulindalë és Valaquenta
Az Ainulindalë (az ainuk muzsikája) egy teremtésmítosz. Eru, az Egyetlen (akit Ilúvatarnak is neveznek) teremtette meg először az ainukat, halhatatlan lelkeket, gondolatának szülötteit. Ilúvatar összegyűjtötte őket és egy dallamot mutatott nekik, amelyet együtt játszva egy Nagy Muzsika állt össze. Melkor, egy ainu, akinek Ilúvatar a legnagyobb hatalmat és tudást adta mind közül, a saját dallamát kezdte el ebbe beleszőni, amivel megbontotta a muzsika harmóniáját. Néhány ainu csatlakozott hozzá, mások nem, s ekkor Ilúvatar újra elkezdte játszani a dallamot, még erősebben, hogy letörje Melkor lázadását. Ez háromszor ismétlődött meg, majd Ilúvatar bemutatta az ainuknak egy látomás erejéig Ardát (a Földet) és leendő lakóit. Miután a látomás eltűnt, felajánlotta nekik, hogy lépjenek Ardára és kormányozzák azt. Számos ainu elfogadta ezt az ajánlatot, fizikai alakot öltött, és örökre a világhoz kötötte magát. A nagyobb hatalmú ainuk lettek a valák, a kisebbek a maiák. A valák igyekeztek felkészíteni Ardát új lakói, a tündék és az emberek érkezésére. Csakhogy Melkor, aki Ardát magának akarta, folyamatosan elpusztította, amit alkottak. Ez így zajlott évezredekig, és a sok építés és pusztítás közepette végül a világ is formát öltött.
A Valaquenta mesél a tizennégy valáról és Melkorról. Szó esik néhány maiáról is, ekkor kiderül, hogy némelyiküket Melkor magához csábította, és a szolgálatába állította. Közöttük volt Sauron és a balrogok is.

### Quenta Silmarillion

Beleriand elpusztulása és a Másodkor végén a világ megváltozása

Ez a rész, a szilmarilok története, képezi a legnagyobb részét a műnek. Számos összekapcsolódó történetet mesél el, amelyek az Első Korban vagy az előtt játszódtak, s a három csodás ékkő, a szilmarilok körül zajló tragikus história képezi az alapját.
A valák továbbra is a tündék és az emberek érkezését várva rendezték be a világot, de Melkor mindig el akarta pusztítani, amit létrehoztak. Miután azt a két lámpást is elpusztította, amelyek a világot világították be, a valák Amanra költöztek, egy Középföldétől nyugatra eső kontinensre, ahol megalapították Valinort, Halhatatlanföldét. Az egyik vala, Yavanna, megteremtette a Két Fát, és ezek világították be Valinort, sötétségben hagyva Középföldét és Melkort. Hamarosan elkezdtek ragyogni a Varda által teremtett csillagok, és a tündék ekkor ébredtek fel messze keleten. Három csoportjuk volt: a vanyák, a noldák és a telerek, néhányukat azonban elfogta Melkor, a rabszolgájává tette, majd kínzások és egyéb szörnyűségek közepette kitenyésztette belőlük az orkok fajtáját. Felismerve a Melkor jelentette fenyegetést, a valák elhatározták, hogy megvédik a tündéket. Melkort legyőzték és fogságba vetették, a tündéket pedig Amanra hívták, hogy lakjanak velük. Sok tünde elfogadta a meghívást, mások visszautasították, és olyanok is voltak, akik elindultak, de meggondolták magukat. Ez utóbbiak közt voltak a sindák, akik ura Thingol, a tündekirály volt, és felesége, a maia Melian.
Amanban Fëanor, Finwë fia három ékszert kovácsolt: a szilmarilokat, melyekbe a Két Fa fényét foglalta. Melkort, aki megbánást színlelt, végül elengedték, s első dolga az volt, hogy megkörnyékezze Fëanort, azt állítván, hogy féltestvére, Fingolfin meg akarja dönteni Finwë uralmát. Fëanor elhiszi ezt, és ez olyan töréshez vezet, ami miatt száműzik őt Tirion városából. Északra ment, ahol megalapította Formenos erősségét, Finwë pedig a fiához költözött. Sok-sok év telt el, mire Fëanor úgy döntött, békét köt Fingolfinnal. Ez alatt Melkor egy gonosz, pók formájú lény, Ungoliant segítségével elpusztította a Két Fát, majd Formenosba mentek, megölték Finwét, ellopták a szilmarilokat és Középföldére menekültek. Melkor megtartotta magának az ékszereket és megszabadult Ungolianttól is. Ezután megtámadta Doriath tünde-királyságát Középföldén, de Thingol és Melian legyőzték őt. Ezután visszahúzódott messze északon található erődítményébe, Angbandba.
Fëanor ekkor esküt tett: megesküdött, hogy bosszút áll Melkoron és mindazokon, akik a szilmarilokat maguknál tartják és nem adják vissza neki – még a valákon is, ha kell. Hét fiát arra kötelezte, hogy ők is tegyék le az esküt. Meggyőzte a noldák többségét, hogy üldözzék Melkort, akit elnevezett Morgothnak, a Világ Fekete Ellenségének. Középföldére indultak hát, fiai számos hajót raboltak a telerektől, sokukat meg is ölték, és útközben számos noldát el is árultak, akiknek gyalog kellett megtenniük a veszedelmes utat északon egy átjárón át. Középföldén Fëanor csapatai kihívták és legyőzték Morgoth-t, de a balrogok végeztek Fëanorral is. Rövid békét követően Morgoth megtámadta a noldákat, de kemény ellenállásba ütközött. Négyszáz évi ostrom után sikerrel járt és visszaverte őket.
A noldák sorra alapították királyságaikat Középfölde nyugati részén, Beleriandon. Fëanor legidősebb fia, Maedhros úgy döntött, hogy bölcsebb messze keletre költöznie, távol a többiektől, mert tartott attól, hogy kiújul köztük a rokonviszály. Fingolfin és legidősebb fia, Fingon északnyugaton éltek, másik fia, Turgon és annak unokatestvére, Finrod pedig rejtett királyságokat alapítottak, miután látomást láttak, amit a vala Ulmo bocsátott rájuk. Finrod barlangokban alapította meg Nargothrond királyságát, Turgon pedig egy hegyekkel körbevett rejtett völgyben hozta létre Gondolint. Mivel ezek a helyek rejtettek voltak, Morgoth nemigen találhatott rájuk, különösen nem Gondolinra, amely a legrejtettebb és a legvédettebb volt.
A Fák elpusztítása és a szilmarilok ellopása után a valák megteremtették a Napot és a Holdat. Ugyanebben az időben ébredtek fel az emberek is, akik közül sokan Beleriandba jöttek és szövetségre léptek a tündékkel. Egy ember, Beren, aki túlélt egy csatát, Doriathba tévedt, ahol beleszeretett a tünde Lúthienbe, Thingol és Melian lányába. Thingol szerint egyetlen ember sem lehetett elég jó a lányának, ezért egy lehetetlen próbatételhez kötötte az áldását: ha megszerzi az egyik szilmarilt, övé lehet Lúthien. Beren eltökélte magát, hogy megszerzi azt, és Lúthien segített neki. Morgoth egyik szolgája, Sauron bebörtönözte Berent, akit Lúthien szabadított ki. Együtt elmentek Morgoth erősítményébe és közös erővel ellopták az egyik szilmarilt Morgoth koronájából. Ennek során Beren elvesztette a fél kezét. Thingol elismerése jeléül az áldását adta és létrejött tündék és emberek első szövetsége. Beren nem sokkal később halálos sebet kapott, Lúthien pedig belehalt a bánatba. Mivel az emberek és a tündék végzete különböző, ezért ez azt is jelentette, hogy örökre el kellett válniuk egymástól. Lúthien azonban meggyőzte a vala Mandost, hogy tegyen velük kivételt: Beren feltámadt, Lúthien pedig halandó emberként született újjá.
A noldák, akik ámultak a pár bátorságán, újra támadásba lendültek, emberekkel és törpökkel kiegészülve. Morgoth azonban titokban magához rontotta az emberek egy részét, így a tündesereg vereséget szenvedett. A harcokban két testvér, Húrin és Huor szerezte a legnagyobb dicsőséget. Huor meghalt a csatamezőn, de Morgoth elfogta Húrint, fogságba vetette, és arra kényszerítette, hogy nézze végig, ahogy családja elbukik. Húrin fia, Túrin Turambar Doriathba ment, hátrahagyva anyját és húgát apja királyságában, amelyet lerohant az ellenség. Túrin nagy hőstetteket hajtott végre, végül legyőzte Glaurungot, a sárkányt is. Hősiessége ellenére azonban ő is Morgoth átkának hatása alá került, melynek köszönhetően megölte barátját, Beleget, majd elvette és teherbe ejtette saját húgát, az amnéziától szenvedő Nienort. Glaurung a halála előtt feloldotta az átkot, Nienor öngyilkos lett, Túrin pedig megtudván az igazságot a kardjába dőlt.
Huor fia, Tuor Gondolin rejtett királyságának tragédiájának részese lett. Elvette Turgonnak, Gondolin urának lányát, Idrilt, s így létrejött emberek és tündék második szövetsége. Gondolin hamarosan elbukott, miután a király áruló unokaöccse, Maeglin feladta a várat. Tuor számos embert megmentett, majd egy menedéket hozott létre mindazoknak, akik az elbukott tündekirályságokban éltek. Tuor és Idril fia, Eärendil, a féltünde feleségül vette Elwinget, Beren és Lúthien leszármazottját. Elwing odaadta Eärendilnek az egyetlen megmentett szilmarilt, amelynek segítségével áthajózott a tengeren Amanba, hogy a valák segítségét kérje. A valák segítettek, megtámadták Angbandot és a földdel tették egyenlővé, Morgothot pedig száműzték Ardáról. Tetteik következtében azonban Beleriand nagy része a tengerbe süllyedt. Ezzel ért véget Középfölde Első Kora.
A megmaradt két szilmarilért Fëanor két fia, akiket még mindig kötött az eskü, harcolt. Gonosz tetteikért azonban elvesztették a jogot arra, hogy maguknál tartsák azokat, így amikor a kezükbe fogták őket, azok megégették őket. Maedhros egy tüzes kráterbe vetette magát az egyik szilmarillal, Maglor pedig a tengerbe dobta az övét és attól fogva gyászosan kóborolt a világ partjain.
Eärendilnek és Elwingnek két gyermeke született: Elros és Elrond. Mint féltündék, választhattak, hogy melyik nép sorsában akarnak osztozni. Elrond a tündelétet választotta, Elros viszont az emberek sorsát, és 500 évig élt, mialatt ő lett Númenor első királya.

### Akallabêth
A történet felidézi Númenor királyságának felemelkedését és bukását. Morgoth legyőzése után a valák ajándékba adták a szigetet az emberek három hűséges házának, akik a tündékkel együtt harcoltak. A valák kegyének hála ezek az emberek, akiket dúnadanoknak neveztek, nagy tudást, hatalmat, és a közönséges embereknél hosszabb élettartamot kaptak. Maga Númenor szigete is közelebb volt Amanhoz, mint Középföldéhez. Ám a másodkor során Morgoth leghűségesebb szolgája, Sauron, a maia, ismét felbukkant, azzal a szándékkal, hogy leigázza Középföldét.
A númenoriak szembeszálltak vele, és akkora volt a hatalmuk, hogy Sauron hamar felfedezte: erővel nem győzheti le őket. Ezért aztán megadta magát és fogolyként Númenor szigetére vitték. Ott aztán telebeszélte az uralkodó, Ar-Pharazôn fejét. A númenoriak akkor már egy ideje rettegtek a haláltól és ez eluralta gondolataikat, Sauron pedig könnyűszerrel szíthatta fel a valák és a tündék iránti irigységet bennük, kiknek örök élete után sóvárogtak. Elérte, hogy Ar-Pharazôn egy hatalmas hajóhad élén Halhatatlanföld ellen vonuljon és erőszakkal követelje azt, mely szerintük nekik jár. A valák és az Amanban élő tündék elkeseredtek, és Ilúvatarhoz fordultak. Abban a pillanatban, ahogy a númenori sereg partot ért Amanban, Ilúvatar elpusztította őket, majd egy hatalmas hullámot indított, amelyben Númenor szigete elsüllyedt. A hűségesek kivételével valamennyi númenori életét vesztette. A világ alakja is megváltozott: gömb alakú lett, Aman pedig eltűnt a világ tereiből, s az emberek többé nem tudták hajóval megközelíteni azt.
Númenor pusztulásakor Sauron teste is megsemmisült – halhatatlan lelke visszatért Középföldére, de soha többé nem volt képes szép alakot ölteni. A túlélő hűséges númenoriak partot értek Középföldén. Vezetőjük Elros leszármazottja, Elendil volt, és két fia: Isildur és Anárion, akik megmentették a númenori Fehér Fa egy csemetéjét. Két királyságot alapítottak: Arnort északon és Gondort délen. Elendil lett mindkét királyság Nagykirálya, Gondor kormányzását pedig két fiával közösen végezte. Noha a királyságok hatalma kisebb volt, mint Númenoré, még így is lenyűgöző volt Középfölde emberei számára.

### A gyűrűkről és a Harmadkorról
Az ebben a részben található történet a Másodkor és a Harmadkor történéseit foglalja össze. A Másodkorban Sauron visszatért Középföldére és szép alakban megkörnyékezte a tündéket. Egyikük, Celebrimbor, a tehetséges kovács segítségével elkészíttette a Hatalom Gyűrűit, de Sauron titokban elkészítette az Egy Gyűrűt, hogy uralhassa az összes többit. Háború tört ki Sauron és Középfölde szabad népei között, ami miatt megkötötték emberek és tündék utolsó szövetségét. Sauront legyőzték ugyan (és ezzel a Másodkor véget ért), de az Egy Gyűrű Isildurhoz került. Őt a nősziromföldei mészárlás során orkok nyilazták le, a Gyűrű pedig az Anduin folyóba süllyedt és ott is maradt nagyon sokáig.
Ezután rövid beszámoló történik a Harmadkor eseményeiről, köztük Gondor birodalmának meggyengüléséről, Sauron újabb felbukkanásáról, a Fehér Tanácsról, Saruman árulásáról, s végül Sauron elpusztításáról.

## Helye az életműben
A szilmarilok első szövegváltozatait Tolkien még az első világháború idején, 1914-ben írta, és élete végéig folyamatosan bővítette, át- és újraírta az egész anyagot. Munkájának két fő motivációja volt. Először is Tolkien vonzódott a mitológiához, és angol hazafiként fájlalta, hogy Angliának egész egyszerűen nincs szép, jól mesélhető mitológiája. Ezért kezdett olyan meséket kitalálni, amelyek akár az általunk ismert Anglia mitikus előtörténetét is alkothatnák. Első történetét "Gondolin bukása" címmel 1916-ban fejezte be.
Másodszor: Tolkien szerette a dallamos, egzotikus nyelveket. Már fiatalon foglalkozott mesterséges nyelvek létrehozásával. Nyelvészként azonban tudta, hogy egy nyelv nem képzelhető el beszélők és fejlődés, következésképpen a beszélők története nélkül – még akkor sem, ha történetesen fiktív nyelvről van szó. A fiktív nyelvhez meg kell teremteni a fiktív beszélők fiktív történelmét. Így született meg a tünde faj, s ez indokolta a tündék hosszú vándorlásait Ardán, beleértve különböző csoportjaik egyesülését, illetve egymástól való izolációját. E történet elégséges alapjául szolgált a quenya és a sindarin nyelvek aprólékos kidolgozásához. Azok a mesék, amelyek ma A szilmarilok részét képezik, voltaképpen e nyelvészeti játék melléktermékei. 
A Szilmarilok korai formáját képező történetek később "Az elveszett mesék könyve címmel jelentek meg, a "Középfölde históriája" című sorozat első és második köteteként. A történet ezen változatának főszereplője Eriol, a tengerész volt (későbbi változatában egy angolszász férfi, bizonyos Ælfwine), aki hajózásai során felfedezi Tol Eressëa földjét, ahol a tündék lakoznak. A tündék azok, akik a mű során elmesélik neki ezeket a történeteket. Ez a munka végül sosem készült el, a "Leithian-ének" és a "Húrin gyermekeinek története" kedvéért félbehagyta az írást.
1926-ban "A mitológia vázlata" címmel elkészült "A szilmarilok" első összefüggő változata, amely később a "Középfölde formálása" című könyvben jelent meg. Ez egy 28 oldalas összefoglaló, ami azért készült, hogy Túrin történetét bemutathassa barátja, R.W. Reynolds részére, akinek már pár korábbi munkáját elküldte. Ebből az összefoglalóból készült el ezután a Quenta Noldorinwa (szintén a kötet részét képezi), ami már egy teljesebb elbeszélő mű. Ez az utolsó teljes változata "A szilmarilok"-nak, mely még Tolkien életében keletkezett.
Tolkien saját bevallása szerint meg volt győződve arról, hogy e tevékenysége nem tart számot érdeklődésre. Azonban A hobbit megjelenése (1937) után az olvasók elkezdték ostromolni őt a történettel kapcsolatos háttérinformációkért. "Quenta Silmarillon" címmel el is küldte kiadójának a félkész, de már egészen kimunkált történetet, amely visszautasította azt, mondván túl zavaros és "túl kelta". Helyette "A hobbit" folytatását kérték tőle. Így aztán a munkáját félretette, és elkezdte "A Gyűrűk Ura" megírását. Csak akkor tért vissza, amikor azt már befejezte, ugyanis szerette volna, ha a kettő együtt jelenik meg. Csak amikor kiderült, hogy ez lehetetlen, akkor folytatta inkább "A Gyűrűk Ura" kiadásra való felkészítését,
Az 1950-es évek végén visszatért "A szilmarilok"-hoz, azonban ekkoriban teológiai és filozófiai szempontú alátámasztásokat írt a műhöz, semmint a művet magát. Ekkoriban úgy érezte, hogy alapvető problémák vannak a történettel, és ezek megoldásához a legkorábbi változatokig kell visszamennie, ehhez kellett ezeket a kiegészítéseket megírnia. Sokat írt ekkoriban a gonosz természetéről Ardán, az orkok származásáról, a tündék szokásairól, a tündék újjászületésének természetéről és értelméről, a lapos világról, valamint a Napról és a Holdról. Kis kivétellel már nem változtatta meg a cselekményt egészen a haláláig.
Ezután Christopher Tolkien vette kézbe a mű gondozását. Megpróbálta apja legutolsó írásainak felhasználásával is koherens egésszé képezni a művet, összefüggővé tenni azt, sőt "A Gyűrűk Ura" szövegével is összefüggővé. Ehhez több, néha egymásnak is ellentmondó kéziratot használt fel, néha egészen az 1917-es "Elveszett mesék könyvé"-ig visszanyúlva, sőt alkalmanként meg kellett írnia olyan, a cselekményt összekötő szövegrészeket, melyeket az apja tervezett megírni, de sosem tette meg. A "Doriath pusztulása" című fejezetet, amelyhez az 1930-as évek óta hozzá sem nyúlt, gyakorlatilag teljesen újra kellett írni. A végeredmény, amelyben családfák, térképek, névmutató, sőt tündeszavak listája is szerepelt, 1977-ben jelent meg.
Christopher Tolkien később a "Középfölde históriája" című könyvsorozatban magyarázta el, hogyan is formálódott a mű. Nem volt egyszerű dolga a fennmaradt kéziratok állapotát tekintve, és volt köztük olyan, amely már nem is a Tolkien-család tulajdonát képezte. Kissé sietősen is dolgozott, és emiatt később már úgy nyilatkozott, hogy ha lett volna kicsivel több ideje és hozzáférése az összes szöveghez, akkor egy más mű jelent volna meg. 1983-ban "Az elveszett mesék könyve" első kötetének előszavában már azt írta:
Posztumusz publikációjával A szilmarilok kétségkívül fordított egyet a természetes időrenden, már ahogy "Középfölde dolgait" megismerhetjük belőle. És való igaz, az is vitatható, helyes volt-e 1977-ben úgy megjelentetni az eredeti legendakört, mintha ekképpen önérvényűen, önmagában megállhatna a lábán. A történet nem ágyazódott "keretbe", s semmi sem utalt rá, hogy a képzeletvilágon belül honnan eredt és merre tart; magam is úgy érzem már, ez hiba volt.
Az 1980-as és 1990-es években megjelent "Középfölde históriája" sorozatban olvashatóak voltak Tolkien eredeti koncepciói "A szilmarilok"-kal kapcsolatban, sok ponton eltérve a végül megjelenttől. Voltak olyan dolgok, amelyeken Tolkien változtatni akart, de az itt megjelentek alapján ezekről legfeljebb csak feljegyzés született, és persze voltak olyan szövegek is, amelyek már csak a könyv megjelenése után kerültek elő. Ezekből derült ki, hogy mennyire befejezetlen is volt a munka főként a későbbi fejezeteket tekintve: van, ami az 1917-es eredeti óta átírásra sem került.

## Párhuzamok
Tolkien világa talán azért is lenyűgöző az olvasó számára, mert számos elemét ismerősként üdvözölheti saját korábbi ismereteiből, hitéből, olvasmányaiból. Tolkien történeteibe több európai mondavilágból
épített be motívumokat. Legnagyobb hatással a skandináv, finn, germán és kelta hagyományok voltak rá.

### Világkép, kozmogónia
Tolkien hívő katolikus volt, s ez számos jelen tetten érhető az Ainulindalë szövegében. Eru (Ilúvatár) az egyetlen, mindentudó és mindenható Isten, akinek gondolatait még a legbölcsebb. leghatalmasabb teremtményei sem látják át. Az ainukban nem nehéz felismerni az angyalokat, Melkor lázadásának történetében pedig Lucifer bukását. A Szilmarilok ugyanakkor sikerrel egyezteti össze az ábrahámita vallások és a kora középkori indoeurópai népek (kelta, skandináv és finnugor népek) mitológiai elemeit, így például az egy- és többistenhitet, hiszen a valák aktív és anyagfeletti formálói (erői) a világnak, akárcsak a politeista vallások istenei.
További keresztény párhuzam annak állítása, hogy az ember sorsa nem ér véget a halállal, de hogy utána mi következik, azt egyedül Ilúvatár tudja.

### Szereplők: hősök, fajok
A tündék (angolul elf, elves) és a törpök (angolul dwarf, dwarves) nem Tolkien találmányai. Különböző formájukban a legtöbb európai nép hagyományaiban megtalálhatóak.
A szilmarilok mondáinak egyes alakjai (például Túrin) szintén számos szállal kötődnek az európai mitikus hagyományokhoz, illetve a lovagregényekből ismert alakokhoz és cselekményekhez.

### Bukás és elveszett Aranykor
A Szilmarilok kétszer is „feldolgozza” a Paradicsomból való kiűzetés – nemcsak a Bibliában, de nagyon sok nép ősi mítoszaiban is fellelhető – motívumát. Fëanor és noldái, noha a Bukott Vala legnagyobb ellenségének tartják magukat, mégis közvetve az ő uszítására lázadnak fel az „istenek” (valák) ellen, és lényegében száműzik őket Valinorból, a valák és tündék addig közös Paradicsomából. A Númenor dicsőségére és bukására való nosztalgikus visszaemlékezésekben nem lehet nem ráismerni az Atlantisz-mondára. Ezt az asszociációt maga a szerző is elősegíti, amikor megjegyzi, hogy Númenort, annak bukása után az eldák Atalantë-nek nevezik. Ugyanakkor Númenor királya, Ar-Pharazôn szintén egy romlott lelkű teremtmény, Sauron uszítására támad az „istenek földjére” (Valinorra), hogy saját maga részére is megszerezze a halhatatlanságot. Az ember-paradicsom az isteni közbeavatkozás hatására semmisül meg, s így az Atlantisz-legenda egyben az ádámi és/vagy bábeli istenellenes lázadásra hasonlító motívummal is gazdagodik.

### Szimbólumok
Tolkiennek az óidőkről szóló írásaiban több olyan motívum is kiemelt szerephez jut, amelyek csaknem minden mitológiában előfordulnak. Ilyenek a fény, a fák, a tenger, a zene.

## Fogadtatás
Megjelenésének idejében "A szilmarilok" általában negatív kritikákat kapott. Ez főként azért volt így, mert a könyv tónusa komoly, teljesen hiányoznak belőle "A hobbit" és "A Gyűrűk Ura" vidám pillanatai, amellett nincs egyetlen cél, egyetlen küldetés, vagy egy olyan, a művön átívelő főhőscsapat, akikkel az olvasó azonosulni tudna. Valamivel nehézkesebb nyelvezete miatt is sok kritika érte, illetve a sok és nehezen megjegyezhető név miatt is. A pozitív kritikák ellenben dicsérték a mű eposzi jellegét, összetettségét, és Melkor személyében egy érdekes gonosz megteremtését.

## Magyarul
- A szilmarilok; ford. Gálvölgyi Judit; Árkádia, Budapest, 1991